# قرار مجلس الأمن التابع للأمم المتحدة رقم 1673
قرار مجلس الأمن التابع للأمم المتحدة رقم 1673، الذي اتخذ بالإجماع في 27 أبريل 2006، وبعد النظر في تقرير من لجنة مجلس الأمن المنشأة في القرار 1540 (2004) بشأن عدم انتشار الأسلحة النووية، مدد مجلس الأمن ولاية لجنة مراقبة تنفيذ القرار بشأن أسلحة الدمار الشامل ووسائل إيصالها حتى 27 أبريل 2008.

## القرار

### أعمال
بموجب الفصل السابع من ميثاق الأمم المتحدة، دعا المجلس جميع البلدان إلى التنفيذ الكامل للقرار 1540، ودعا الدول التي لم تقدم بعد تقاريرها إلى اللجنة إلى القيام بذلك على الفور. وقد تم تشجيع الدول التي أبلغت بالفعل على تقديم معلومات إضافية عن التدابير المتخذة لتنفيذ القرار 1540.
تم تمديد ولاية اللجنة لمدة عامين، وتم تشجيعها على تكثيف الجهود لتعزيز تنفيذ القرار 1540، مع حث أعضاء المجلس على التعاون بين اللجنة والدول والمنظمات الدولية. أخيرًا، كان عليها تقديم تقرير إلى المجلس بحلول نهاية تفويضه في 27 أبريل 2008 بشأن التقدم المحرز فيما يتعلق بتنفيذ القرار 1540.

## روابط خارجية
- نص القرار في undocs.org